# Carl Gustaf von Holthusen
Carl Gustaf von Holthusen, född 1749, död 23 maj 1818 i Norrköping, var en svensk kornett, major och dramatiker. Han blev 1778 kornett och sedan major.

## Skådespel
- Blomsterkyrkan (1787). Uppfördes 11 gånger på Stora Bollhuset.[2]
- Fintbergs bröllop (1788). Musiken skrevs av Joseph Martin Kraus. Uppfördes 8 gånger på Stora Bollhuset.[2]
- Borgersmännene och julklappen (1788). Uppfördes 11 gånger på Stora Bollhuset.[2]
- Spiskvarteret (1789). Uppfördes en gång på Stora Bollhuset.[3]
- Slädpartiet (1790). Musiken skrevs av Johan Fredrik Grenser och koreografin till baletten av Jean-Rémy Marcadet. Uppfördes 4 gånger på Stora Bollhuset och två gånger på Arsenalsteatern.[2]